# River Tay

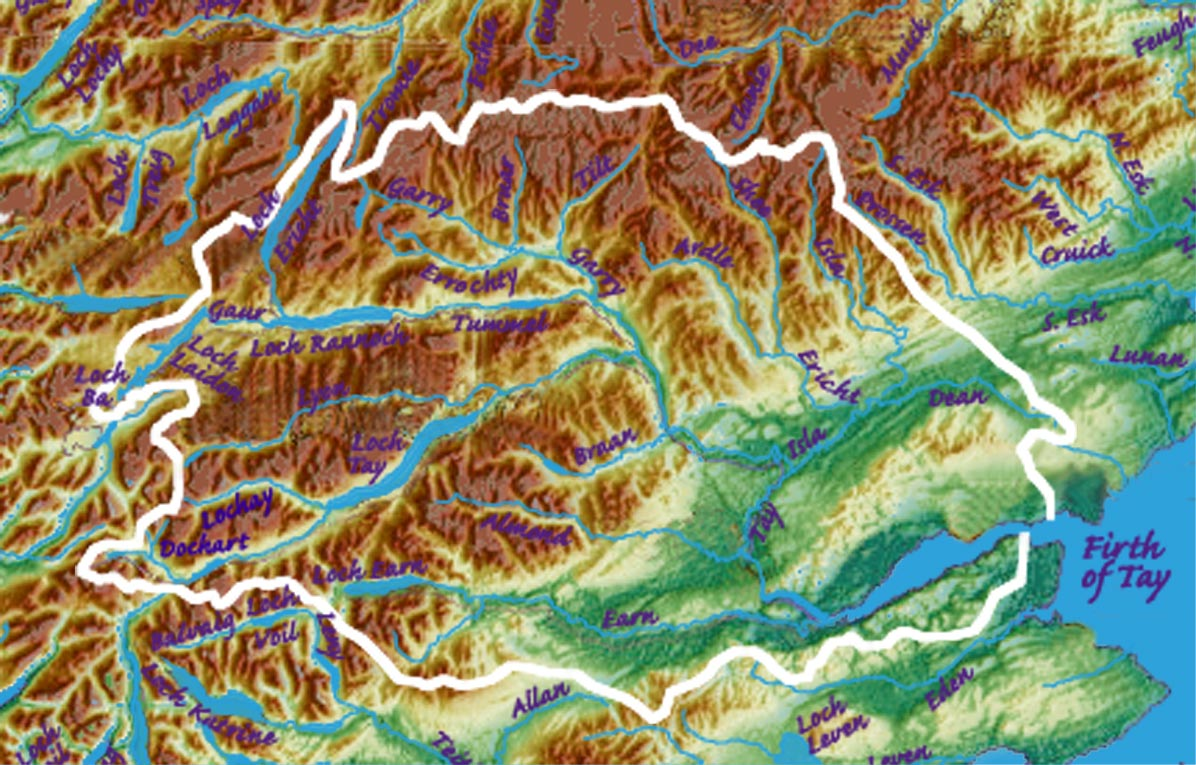
Einzugsgebiet des River Tay

Der River Tay [teɪ] (schottisch-gälisch Tatha oder Abhainn Tatha) ist mit 193 km der längste Fluss Schottlands. Er entspringt an den Hängen des Ben Lui und mündet erst in den Firth of Tay und schließlich in die Nordsee.

## Binnengewässer
Im Oberlauf heißt er Fillan, bis er bei Crianlarich zum Dochart wird. Bei Killin bildet er die spektakulären Wasserfälle der Dochart Falls, um sich wenige hundert Meter weiter von Südwesten in den See Loch Tay zu ergießen. Nachdem er diesen am nordöstlichen Ende bei Kenmore verlassen hat, fließt er als River Tay zunächst in nordöstlicher vorbei am Gelände des Taymouth Castles bis hinter Aberfeldy. Bei Ballinluig mündet der River Tummel in den Tay, dessen Lauf sich kurz zuvor in Richtung Süden gewendet hat. Durch Dunkeld und Perth fließend erreicht er schließlich östlich von Perth die Mündung in den Firth of Tay.

## Firth of Tay

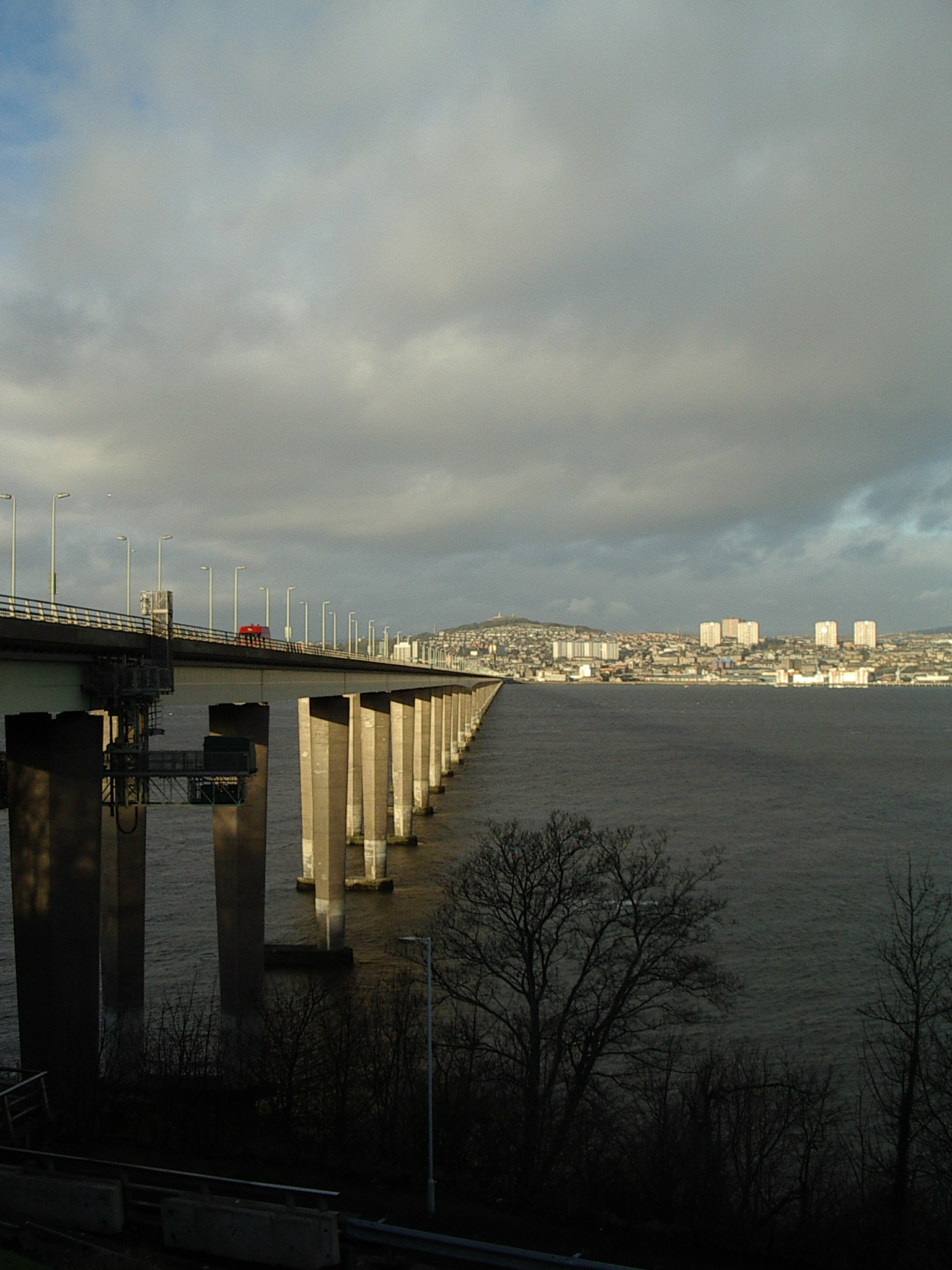
Straßenbrücke über den Firth of Tay bei Dundee

Vier Kilometer östlich von Perth strömt der River Tay in den Firth of Tay, in den südlich des Flusses Tay auch der Earn River mündet. Östlich von Dundee öffnet sich der Firth of Tay bei Broughty Ferry zur Nordsee.
Dieser Firth of Tay ist in die Flusslänge eingerechnet. Die Abflussmenge wird allerdings für River Tay (in Perth) und River Earn getrennt angegeben. Der Salzgehalt des Firth of Tay deutet auf einen deutlichen Einstrom von Meereswasser. Damit ist dieser Fjord mehr als ein gewöhnlicher Unterlauf. Obwohl er als Fjord von eiszeitlichen Gletschern geformt wurde, ist er heutzutage nicht sehr tief. Zwischen den Flusseinmündungen und Dundee wird mehr als die Hälfte der Breite des Firths of Tay von Wattflächen eingenommen.

## Hydrologie
Der River Tay hat mit 6216 km2 das größte Einzugsgebiet aller schottischen Flüsse. Durchschnittlich transportiert er 170 m3 Wasser pro Sekunde. Die höchste gemessene Wassermenge waren 2269 m3/s am 17. Januar 1993, als der Pegel bei Perth um 6,48 m über Normal stieg, was zu ausgedehnten Überschwemmungen in der Stadt führte. Der höchste Wasserstand in Perth ereignete sich 1814 mit 7 m über Normal. Weitere Hochwasser wurden in den Jahren 1210 und 1648 aufgezeichnet.

## Geschichte
Während der Zeit der Romantik zu Beginn des 19. Jahrhunderts bauten begeisterte Landbesitzer Ruinen auf den Bergkuppen. Das Ufer des Firth of Tay mit seinen dicht am Wasser aufragenden Berghängen erinnerte sie an die Landschaft am Mittelrhein mit seinen Burgruinen. Solche sinn- und zwecklosen Bauten, die nur der Laune ihrer Schöpfer entstammen, nennt man Follys.
Eine folgenreiche Katastrophe war der Einsturz der gerade neu gebauten Eisenbahnbrücke über den Firth of Tay bei Dundee am 28. Dezember 1879, bei dem 75 Menschen ihr Leben verloren. Über dieses Ereignis wurden mehrere Gedichte verfasst, unter anderem Die Brück’ am Tay von Theodor Fontane.

## Ortsnamen
Mehrere Orte entlang des Flusses wurden nach dem Tay benannt:
- Dundee = Dun Deagh, Fort am Tay
- Broughty Ferry, von den Bewohnern auch Brochtie genannt = Bruach Tatha, Ufer des Tay
- Taymouth Castle – Burg in der Nähe des Tay.

In der Antarktis ist der Sund Firth of Tay nach dem Fluss benannt.